# Magda Teter

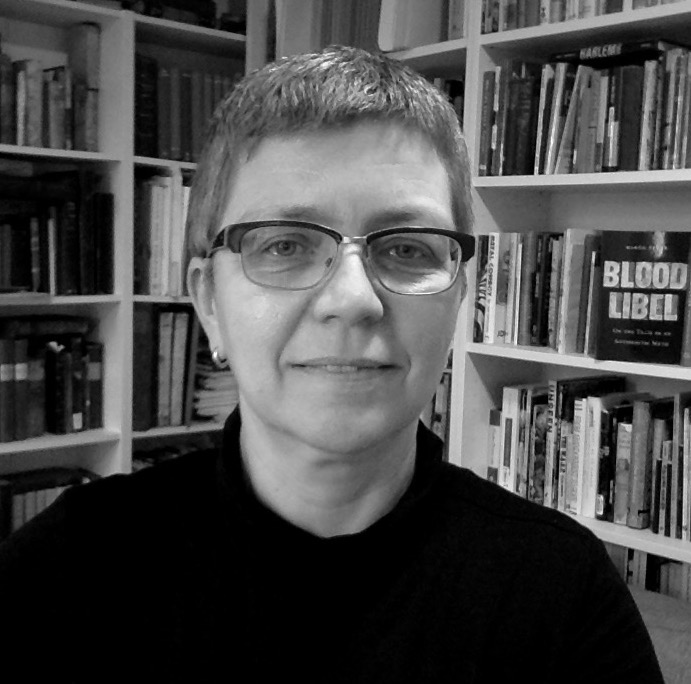
Magda Teter

Magdalena Olimpia Teter (* 1970) ist eine polnische Historikerin für frühneuzeitliche Geschichte mit dem Forschungsschwerpunkt Jüdische Geschichte. Sie lebt und arbeitet in den Vereinigten Staaten von Amerika.

## Werdegang
Nach dem Masterstudium am Institut für Orientalische Studien der Universität Warschau verließ Magda Teter Polen und setzte ihr Studium in den USA fort. Nach dem Abschluss von M. A. (1994) und M. Phil. (1996) an der Columbia University New York erhielt Magda Teter dort 2000 den Titel Ph. D. und legte hierzu eine Dissertation zum Thema The Jews in the Legislation and the Teachings of the Catholic Church in Poland 1648–1772 vor. Sie beriet das polnische Museum für jüdische Geschichte in Warschau, aber auch die BBC bei der Erstellung der Dokumentation Unorthodox Vows (2005).
Als Autor von Sinners on Trial: Jews and Sacrilege after the Reformation (Harvard) (2011) und Jews and Heretics in Catholic Poland (2005) wurde sie mit dem Guggenheim-Stipendium ausgezeichnet. 2012 bis 2016 war sie Mitherausgeberin der AJS Review, 2015 bis 2017 Vizepräsidentin für die Publikationen der Association for Jewish Studies. Ihre akademische Karriere begann sie an der Wesleyan University. Hier erhielt sie 2011 – zuvor bereits außerordentliche Professorin für Geschichte, außerordentliche Professorin für Mittelalterstudien und außerordentliche Professorin für Feminismus-, Geschlechter- und Sexualstudien – die erste Jeremy Zwelling-Professur für Religionswissenschaft.
Seit 2015 ist sie Professorin für Geschichte und Inhaberin des Shvidler-Lehrstuhl für Judaistik an der jesuitischen Fordham University, New York. Ihre jüngste Veröffentlichung Blood Libel. On the Trail of an Antisemitic Myth (2020) wurde im April mit dem National Jewish Book Award in der Kategorie Schreiben auf der Basis von Archivmaterial ausgezeichnet. Aktuell ist sie Stipendiatin der amerikanischen Akademie für jüdische Forschung.
Ihr Forschungsinteresse gilt dem Verhältnis zwischen Juden und Christen, und jüdischer Kultur-, Verfassungs- und Sozialgeschichte, aber auch dem Transfer historischen Wissens in die vormoderne und moderne Zeit.

## Auszeichnungen
- 2020 American National Jewish Book Award für Blood Libel (2020)
- 2002 Salo und Jeannette Baron Prize für die Dissertation (2000)

## Monografien
- Jews and Heretics in Catholic Poland: A Beleaguered Church in the Post-Reformation Era. Cambridge University Press, New York 2006 (Taschenbuchausgabe 2009).
- als Herausgeberin mit Adam Teller: Social and Cultural Boundaries in Early Modern Poland (= Polin. Studies in Polish Jewry. Band 22). Liverpool University Press, Liverpool 2010.
- Sinners on Trial: Jews and Sacrilege after the Reformation. Harvard University Press, Cambridge (Mass.) 2011.
- als Herausgeberin mit Urszula Stępień: Stosunki chrześcijańsko-żydowskie w historii, pamięci i sztuce: kontekst europejski obrazów w sandomierskiej katedrze [Christian-Jewish relations in history, memory and art: the European context for the paintings in Sandomierz Cathedral]. Wydawnictwo Diecezjalne, Sandomierz 2013.
- Blood Libel. On the Trail of an Antisemitic Myth. Harvard University Press, Cambridge (Mass.)/London 2020.
- Christian Supremacy: Reckoning with the Roots of Antisemitism and Racism. Princeton University Press, Princeton 2023, ISBN 978-0-691-24258-3.

## Blogeinträge
- Medientechnologie und die Verbreitung von Hass (eine Ausstellung) (2019)[1]
- Kollektive Amnesie im postkommunistischen Polen. Warum Geschichte, nicht Erinnerung oder Mythologie, der Weg zur polnisch-jüdischen Versöhnung ist. (2019)[1]
- Wie jüdisch war die polnische Geschichte. David Stromberg interviewt Magda Teter über IB Singer, Juden und Polen. (2018)[1]
- Funktioniert Folter ? Geschichte sagt etwas anderes. (2017)[1]
- Um den Sieg von Donald Trump zu verstehen, schauen Sie in die Geschichte
- Malerei regt zum Dialog zwischen Juden und Katholiken in Polen an
- Die Geschichte erklärt, wie die Spannungen in der Ukraine Jahrhunderte zurückreichen
- „Blutlüge“ aus historischer Geschichte betrachten